# 约翰·席根塔勒
约翰·劳伦斯·席根塔勒（英語：John Lawrence Seigenthaler，1927年7月27日—2014年7月11日）是一名美国记者和作家。1949年进入《田纳西人》（The Tennessean）报社工作。1960年辞职担任美國司法部長罗伯特·肯尼迪的行政助理。1962年又回到《田纳西人》报社，先后担任编辑、发行人、主席，直到1991年退休。此外席根塔勒还担任过《今日美国》的编辑部主任。
2005年，有匿名用户在英语维基百科建立了席根塔勒称其与美国前总统约翰·肯尼迪及其弟罗伯特·肯尼迪之死有关（即席根塔勒传记事件）。该内容在4个月内无人修改。最终以席根塔勒出面接受采访、条目撰写者现身道歉而告终。这一事件一时间引起了对维基百科的争论和质疑。